# Hoogwoud

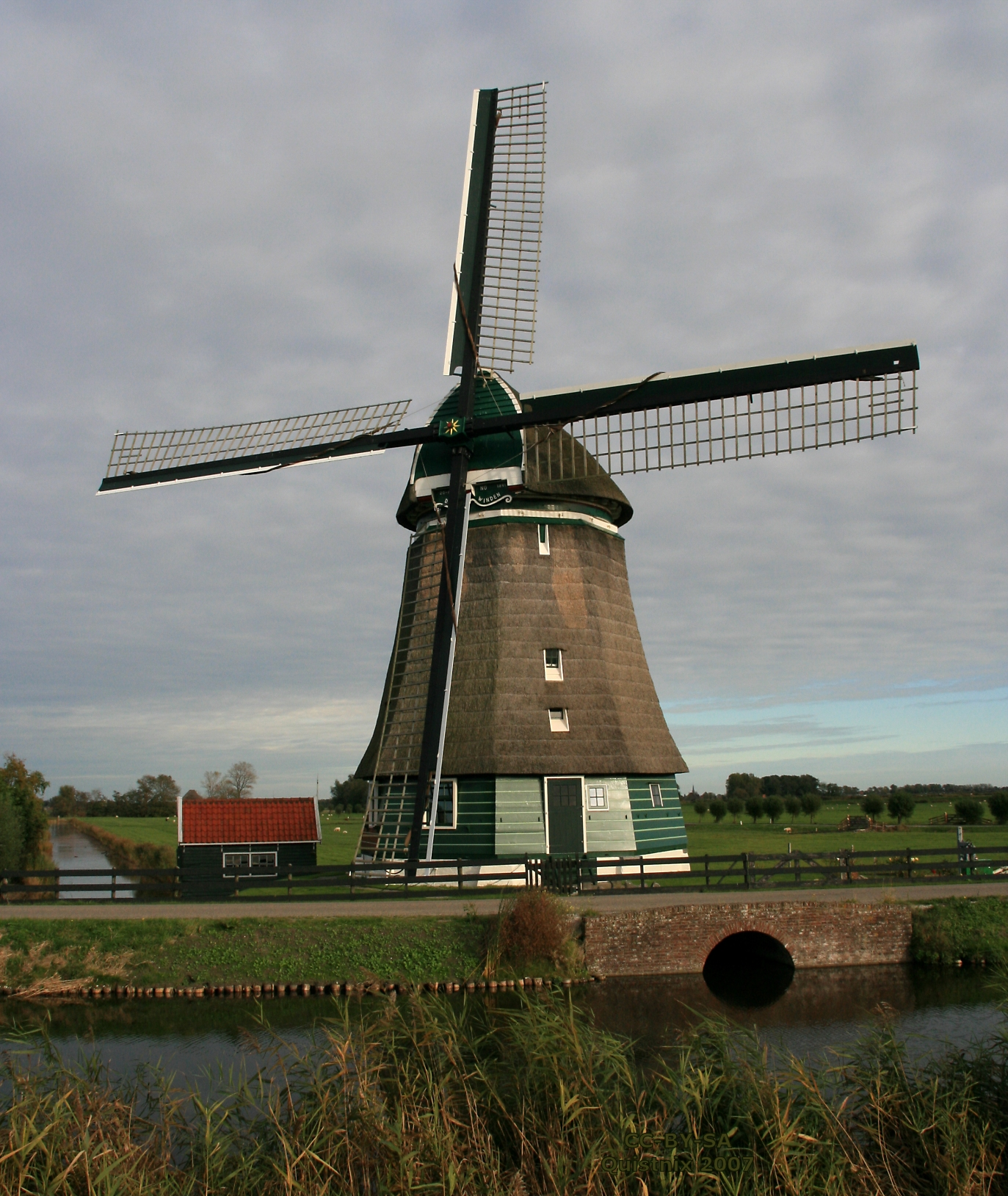
Hoogwoud: il mulino De Vier Winden

Hoogwoud (in frisone occidentale: Hougwoud) è un villaggio (dorp) di circa 4 000 abitanti del nord-ovest dei Paesi Bassi, facente parte della provincia dell'Olanda Settentrionale (Noord-Holland) e situato nella regione della Frisia Occidentale (West-Friesland). Dal punto di vista amministrativo, si tratta di un ex-comune, dal 1979 accorpato alla municipalità di Opmeer, comune a sua volta inglobato nel 2015 alla municipalità di Opmeer.

## Geografia fisica
Hoogwoud si trova tra i villaggi di Medemblik e Heerhugowaard (rispettivamente a sud-ovest del primo e a nord-est del secondo), a pochi chilometri a nord del villaggio di Opmeer.

## Origini del nome
Il toponimo Hoogwoud, attestato anticamente come Hogerholtwal (1289), Houchoucwoude (1312 ca.), Hoichhoutwoude (1338 ca.), Hogoutwoude (1343), Hoichtwoude (1425), Hoogtwoud (XVI secolo), Hoochwoude (1639) e Hooghwoude (1680), significa letteralmente "alta valle del legno".

## Storia

### Dalle origini ai giorni nostri
Nel 718 fu costruita una chiesa.
Il 29 gennaio 1256, fu combattuta a Hoogwoud una battaglia in seno alla guerra della Frisia Occidentale: nella battaglia morì il conte Guglielmo II d'Olanda.
Nel 1414, Hoogwoud ottenne lo status di città.
Sempre nel corso del XV secolo fu realizzato un castello per volere di Edoardo di Hoogwoud, fratellastro di Jacoba van Beijeren.

### Simboli
Nello stemma di Hoogwoud è raffigurato un albero di color giallo su sfondo blu, sorretto da un'aquila. Le origini dello stemma risalgono alla metà del XV secolo.

## Monumenti e luoghi d'interesse
Hoogwoud vanta 24 edifici classificati come rijksmonumenten.

### Architetture religiose

#### Chiesa di San Giovanni
Principale edificio religioso di Hoogwoud è la chiesa di San Giovanni Battista (Johannes Geboorte), situata al nr. 5 della Herenweg ed eretta nel 1865 su progetto dell'architetto Molkenboer.

### Architetture civili

#### Mulino De Lastdrager
Altro edificio storico di Hoogwoud è il mulino De Lastdrager, un mulino a vento risalente al 1608.

#### Mulino De Vier Winden
Altro storico mulino a vento di Hoogwoud è De Lage Hoek o De Vier Winden, che risale al 1891.

## Società

### Evoluzione demografica
Al censimento del 2019, Hoogwoud contava una popolazione pari a 3 990 abitanti.
La popolazione al di sotto dei 26 anni era pari a 1 087 unità (di cui 624 erano i ragazzi e i bambini al di sotto dei 16 anni), mentre la popolazione dai 65 anni in su era pari a 875 unità.
Il dato complessivo è rimasto sostanzialmente stabile dal 2016.

## Cultura

### Musei
- Museumboerderij Westfrisia, inaugurato nel 1857[1]

## Geografia antropica

### Suddivisioni amministrative
Buurtschappen
- Gouwe
- Langereis